# Parco naturale delle lagune di Santoña, Victoria e Joyel
Il parco naturale delle lagune di Santoña, Victoria e Joyel è un'area protetta localizzata nel punto della foce a estuario del fiume Asón, in Cantabria, regione atlantica della Spagna. Esso costituisce la principale zona umida della cornice cantabrica.

## Territorio

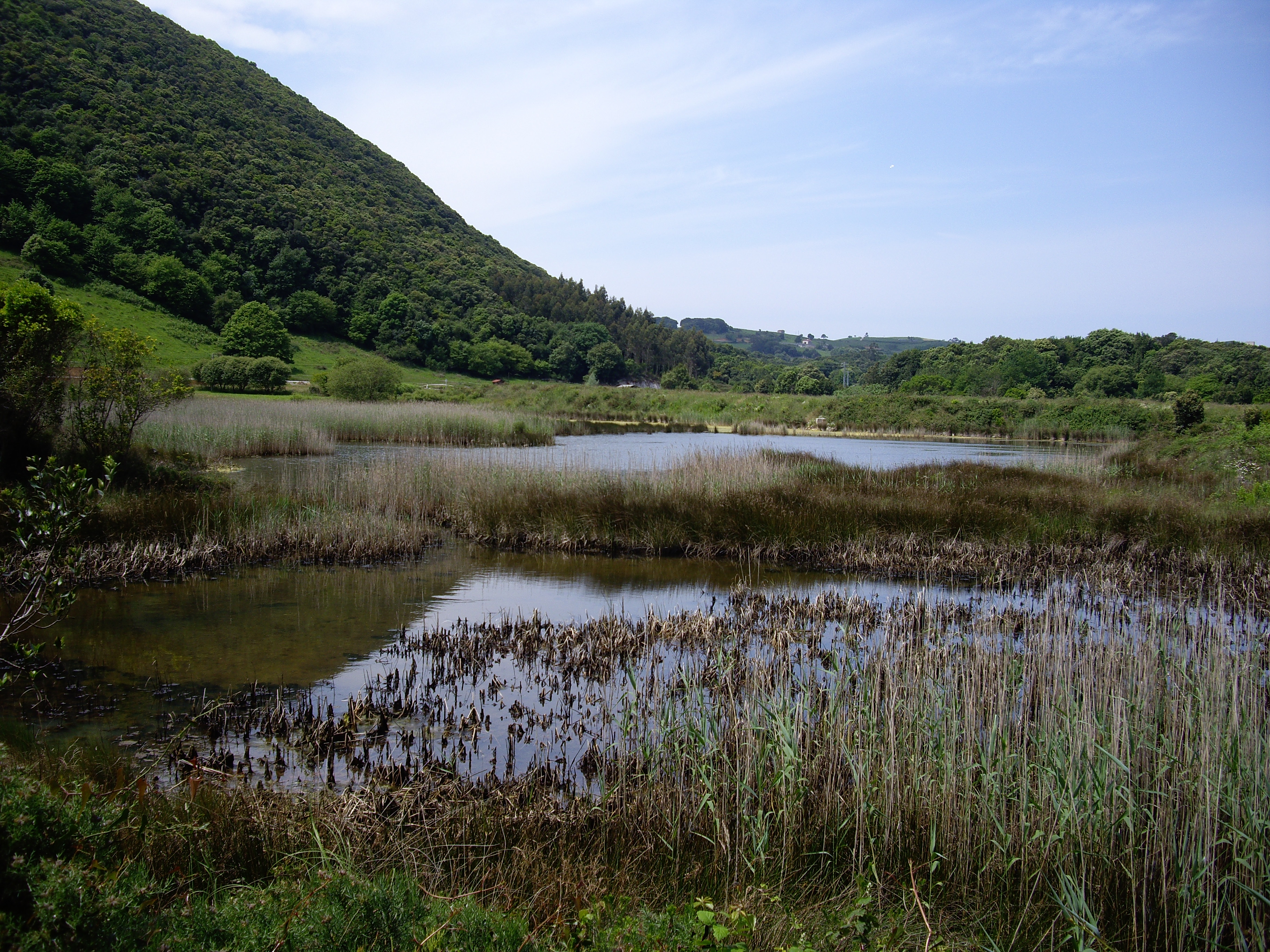
La zona umida ospita numerose specie di uccelli migratori

Il parco occupa 3 866 ettari ed è stato qualificato come parco naturale grazie alla legge di Cantabria 6/1992 del 21 marzo 1992 del capo di Stato.

## Comuni
Occupa il territorio dei municipi di Argoños, Bárcena de Cicero, Colindres, Escalante, Laredo, Limpias, Noja, Santoña e Voto.

## Fauna e flora
Questo luogo singolare, la cui fauna marina è molto ricca, è luogo di riproduzioni per gli uccelli migratori, provenienti dal nord e dal centro del continente, diretti verso terre più calde. In totale, in quest'area sono state osservate ben 121 specie di uccelli.
Queste lagune costituiscono il principale luogo di rifornimento per gli uccelli d'acqua, che giungono qui in numerose specie durante l'inverno.
I principali elementi naturali del parco sono boschi di leccio, spiagge, dune, arbusti e praterie. In queste zone sono state contate ben 33 specie mammifere. La cosa che però richiama più attenzione è però la miriade di uccelli che nidificano qui.
Gli uccelli si possono osservare in tutte le stagioni dell'anno, soprattutto tra agosto e settembre, perlopiù ardeidi. Tra ottobre e novembre arrivano le prime anatre e le prime oche, che in dicembre e in gennaio, producono il maggior numero di uova in tutta la penisola Iberica. Quando la laguna ospita da 10 000 a 20 000 esemplari di uccelli, si contano 50 specie differenti.